# Acmopyle sahniana
Acmopyle sahniana — вид хвойних рослин родини подокарпові.

## Поширення, екологія
Країни поширення: Фіджі. Зростає на крутих, вузьких лісових гірських хребтах в районах з високим рівнем опадів.

## Опис
Це невелике дерево 3–5 м заввишки, з кострубатим стовбуром. Листя щільне, диморфне. Листки плоскі, злегка серпоподібні, дворядні, лінійні, 10–19 мм довжиною 2–3.2 мм завширшки. Чоловічі шишки 5 мм в довжину і 2 мм завширшки, ростуть окремо або в парах. Шишки складаються з 1 або 3 безплідних і 1 або рідко 2 родючих фракцій, які м'ясисті, опухлі, неправильної форми, бородавчасті, зелені чи фіолетові, 7–9 мм завдовжки.

## Використання
Використання не зафіксоване.

## Загрози та охорона
Зустрічається на дуже невеликій площі, тому дуже сприйнятливий до перешкод від природних і антропогенних джерел. Субпопуляції на горі Корояніту, вперше записаний в 1947 році, не були зафіксовані з 1997 року, незважаючи на обстеження. Іншим субпопуляціям на хребті Коробасабасага загрожують гірські роботи.